# Monasterio de Ferapóntov
El monasterio de Ferapóntov (en ruso cirílico: Ферапонтов монастырь), en la (región) óblast de Vólogda, se considera como  uno de los más bellos ejemplos del arte y de la arquitectura medieval rusa, razón por la cual está en la lista del Patrimonio de la Humanidad de la Unesco.
San Ferapont fundó el monasterio en 1398 al este del monasterio Kirilo-Belozerski, llamado así en honor de San Cirilo de Beloózero. El monasterio comenzó a ser conocido bajo el discípulo de Cirilo, San Marciniano, que pasará a ser abad del monasterio de la Trinidad y de San Sergio en 1447.

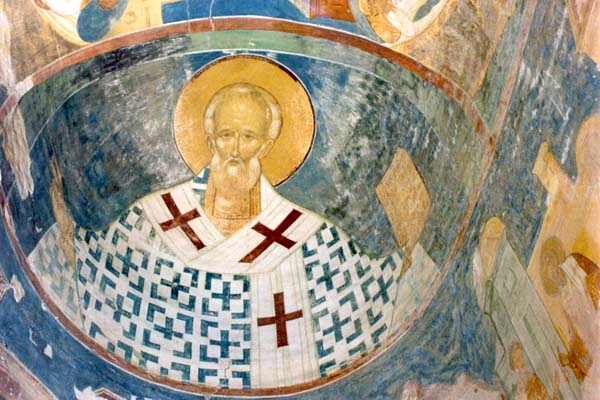
San Nicolás, fresco de Dionisio, 1502. Catedral de la Natividad de la Virgen, Monasterio de Ferapóntov.

Este monasterio ortodoxo fue protegido y favorecido por los miembros de la familia de Iván III. El edificio más antiguo, la catedral de la Natividad de la Virgen (1490) fue construido por los maestros de Rostov. Es este el edificio mejor preservado de las tres catedrales construidas en los años 1490 en el norte de Rusia. Todas las paredes interiores están cubiertas con frescos pintados por Dionisio. 
En los años 1530 se añadieron una tesorería, un refectorio, y la iglesia de la Anunciación, rematada por un campanario. En aquel tiempo el monasterio gozaba de la atención especial de Iván IV, incluyendo también 60 pueblos de los alrededores. El mismo zar visitaba a menudo el monasterio como simple peregrino. 
Durante el Período Tumultuoso, los polacos saquearon el monasterio en 1614. Durante su reconstrucción se construyeron también las iglesias de San Marciniano (1641), una iglesia barbacana en (1650) y un campanario en (1680). Las campanas del campanario de la iglesia, que datan de 1638, se dice que son las más antiguas de Rusia. 
El monasterio perdió poco a poco su importancia religiosa, y se convirtió en lugar de retiro o, como en el caso del patriarca Nikon, de destierro para el clero distinguido. Fue clausurado por el emperador Pablo I de Rusia en 1798, restablecido como convento en 1904, cerrado por los bolcheviques veinte años más tarde, y transformado en museo en 1975. 
El museo forma parte del parque nacional del norte de Rusia desde 1991. 